# Pegomya nigricrus
Pegomya nigricrus är en tvåvingeart som beskrevs av Masayoshi Suwa 1984. Pegomya nigricrus ingår i släktet Pegomya och familjen blomsterflugor. Inga underarter finns listade i Catalogue of Life.